# Atractodes rufipes
Atractodes rufipes är en stekelart som beskrevs av Léon Abel Provancher 1874. Atractodes rufipes ingår i släktet Atractodes och familjen brokparasitsteklar. Inga underarter finns listade.